# 赫尔曼·威尔克
赫尔曼·威尔克（德語：Hermann Wilker，1874年7月24日—1941年12月27日），德国男子赛艇运动员。他曾代表德国参加1900年和1912年夏季奥林匹克运动会赛艇比赛，获得一枚金牌和一枚铜牌。